# J'ai les bleus
 (juillet 2011).
Si vous disposez d'ouvrages ou d'articles de référence ou si vous connaissez des sites web de qualité traitant du thème abordé ici, merci de compléter l'article en donnant les références utiles à sa vérifiabilité et en les liant à la section « Notes et références ».
Albums de Claude Barzotti
C'est moi qui pars...
(1986) Aime-moi
(1990)
J'ai les bleus, est le cinquième album studio de Claude Barzotti, sorti en 1987.

## Liste des titres
| No | Titre                    | Durée |
| -- | ------------------------ | ----- |
| 1. | J'ai les bleus           | 3:51  |
| 2. | Et tu grandis            | 4:11  |
| 3. | On s'aimait si fort      | 4:08  |
| 4. | Il a neigé sur Édimbourg | 4:04  |
| 5. | La Loire                 | 3:37  |
| 6. | Io vorrei (Je voudrais)  | 3:18  |
| 7. | La maison d'Irlande      | 3:55  |
| 8. | Tu peux compter sur moi  | 3:51  |
| 9. | Maria                    | 7:01  |

## Crédits
- Paroles : Claude Barzotti et Anne-Marie Gaspard, et Musique: Claude Barzotti, sauf

On s'aimait si fort : Paroles : Anne-Marie Gaspard et A. Roche, et Musique: Claude Barzotti.